# ياريك غاسيوروسكي
ياريك غاسيوروسكي هيرنانديز (بالبولندية: Jarek Gąsiorowski؛ مواليد 12 يناير 2005) هو لاعب كرة قدم إسباني محترف يلعب في مركز قلب الدفاع مع نادي فالنسيا.

## النشأة
وُلِد غاسيوروسكي في إسبانيا لأب بولندي وأم إسبانية. اسمه هو نسخة إسبانية من الاسم البولندي «Jarek»، حيث تم استبدال الحرف الأول بـ Y للحفاظ على الاسم البولندي ([‎ja‏]) بدلاً من النطق الإسباني ([‎xa‏]).

## المسيرة الكروية
خاض غاسيوروسكي تجربة مع نادي فالنسيا في عام 2012، وانضم إلى أكاديميته بعد فترة وجيزة. في 4 أغسطس 2022، وقع عقدًا احترافيًا مع النادي لمدة 3 سنوات + 2. في سبتمبر 2022، تم اختياره من قبل صحيفة الجارديان الإنجليزية كواحد من أفضل اللاعبين المولودين في عام 2005 على مستوى العالم.

## المسيرة الدولية
يتمتع غاسيوروسكي بجنسية مزدوجة (إسبانيا وبولندا) وتلقى دعوات لحضور كل من منتخب إسبانيا تحت 17 سنة ومنتخب بولندا تحت 17 سنة. تم استدعاؤه إلى منتخب بولندا تحت 17 سنة مرتين، لكن فالنسيا رفض الاستدعاءين في كلتيهما. بعد ذلك، اختار غاسيوروفسكي اللعب لصالح إسبانيا (كان افتقاره إلى المعرفة باللغة البولندية من بين الأسباب). تم استدعاؤه إلى منتخب إسبانيا تحت 19 سنة في سبتمبر 2022.

## أسلوب اللعب
كان غاسيوروسكي ظهيرًا سابقًا، وهو لاعب قلب دفاع يحب «إخراج الكرة من الخلف، ويميل إلى الفوز بالتحديات الهوائية، ويحب أن يكون بدنيًا عند الحاجة ويحب أن يكون قريبًا دائمًا من مهاجمي الخصم». وهو متخصص في الرميات الطويلة.

## الإحصائيات
آخر تحديث 17 أغسطس 2024.
| النادي    | الموسم   | الدوري                         | الدوري | الدوري  | كأس الملك | كأس الملك | أخرى   | أخرى    | المجموع | المجموع |
| النادي    | الموسم   | الدرجة                         | الظهور | الأهداف | الظهور    | الأهداف   | الظهور | الأهداف | الظهور  | الأهداف |
| --------- | -------- | ------------------------------ | ------ | ------- | --------- | --------- | ------ | ------- | ------- | ------- |
| فالنسيا ب | 2022–23  | الدوري الإسباني الدرجة الرابعة | 2      | 0       | —         | —         | 2      | 0       | 4       | 0       |
| فالنسيا ب | 2023–24  | الدوري الإسباني الدرجة الرابعة | 7      | 0       | —         | —         | 0      | 0       | 7       | 0       |
| فالنسيا ب | المجموع  | المجموع                        | 9      | 0       | —         | —         | 2      | 0       | 11      | 0       |
| فالنسيا   | 2023–24  | الدوري الإسباني                | 14     | 0       | 2         | 0         | —      | —       | 16      | 0       |
| فالنسيا   | 2024–25  | الدوري الإسباني                | 1      | 0       | 0         | 0         | —      | —       | 1       | 0       |
| فالنسيا   | المجموع  | المجموع                        | 15     | 0       | 2         | 0         | —      | —       | 17      | 0       |
| الإجمالي  | الإجمالي | الإجمالي                       | 24     | 0       | 2         | 0         | 2      | 0       | 28      | 0       |

1. ↑  المشاركات في تصفيات دوري الدرجة الثانية 2023

## الإنجازات
إسبانيا تحت 19 سنة
- بطولة أمم أوروبا تحت 19 سنة: 2024[9]

الفردية
- فريق بطولة أمم أوروبا تحت 19 سنة: 2024[10]

## وصلات خارجية
لا توجد روابط لمواقع التواصل الاجتماعي.

- Yarek Gasiorowski على موقع الاتحاد الأوربي (الإنجليزية)
- Yarek Gasiorowski على موقع قاعدة بيانات كرة القدم.إي يو (الإنجليزية)
- Yarek Gasiorowski على موقع Soccerbase.com (لاعب) (الإنجليزية)
- Yarek Gasiorowski على موقع Soccerway.com (الإنجليزية)
- Yarek Gasiorowski على موقع عالم كرة القدم.نت (الإنجليزية)
- ياريك غاسيوروسكي على BDFutbol
- ياريك غاسيوروسكي على LaPreferente (بالإسبانية)
- ياريك غاسيوروسكي  على سكروي